# Vitális Testvérek

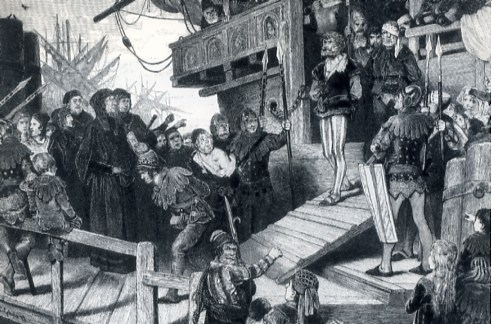
Karl Gehrts: Az elfogott Störtebeker (1877)

A Vitális Testvérek (különböző fordításokban Szétosztó, Életmentő Testvérek) a 14. század végén és a 15. század elején működött skandináv eredetű balti tengeri kalóztestvériség volt, amely főleg német, skandináv és néhány baltikumi kalózt tömörített. A szervezet félig-meddig zsoldos intézményként (privatérként) is működött: 1392-ben a Hanza-szövetség használta fel őket I. Margit dán királynő ellen, aki a mecklenburgiak és svédek ellen hadakozott. A Vitális Testvérek ezzel szemben megtámadtak még német, németalföldi, norvég és svéd magánhajókat, sőt később már a megbízóik hajóit is fosztogatták.

## A Vitális Testvérek céhe
A dán királynő Stockholmot ostromolta és élelmiszer szállító hajóit a kalózok fosztogatták. Mivel az élelmiszert latinul victualia-nak hívják, vélhetően a Vitálisok neve is innen származik. A Hanza ekkoriban még segítette őket, mert Dánia és a Hanza komoly ellenségek voltak ebben az időben. Később a Hanza saját kalózaival találta szembe magát
A Vitális Testvérek 1392-től egy darabig még állomásoztak Rostock, Ribnitz, Wismar és Stralsund kikötőiben és innen fosztogattak más területeket. A Hanzával történt szembekerülésük után 1393-ban kifosztották a norvég Bergent, 1394-ben meghódították a svéd Malmőt. A továbbiakban kirabolták Turku, Viborg, Faxeholm és Styresholm, valamint Korsholm városait, sőt megszállták Frízföld és Schleswig bizonyos területeit.
1394-ben a szintén Hanza városnak számító gotlandi Visby befogadta őket, ahol kiépítették saját központjukat és törekedtek a sziget feletti uralomra (hogy ez esetleg saját államiságra tett kísérlet lett volna, nem tudni, mindenesetre kalózállamok már az ókorban is léteztek). A Visbyből kiinduló kalózok munkája megbénította a balti tengeri kereskedelmet és a hering-halászat is jelentősen visszaesett.
De ez az állapot nem sokáig tartott, mert a Hanza segítségül hívta a Teuton Lovagrendet, amely azonnal csapatokat küldött Konrad von Jungingen vezetésével Gotland ellen és Visby 1398-ban elesett, a kalózok pedig elmenekültek a szigetről.

## A Balti-tenger a Vitálisok után

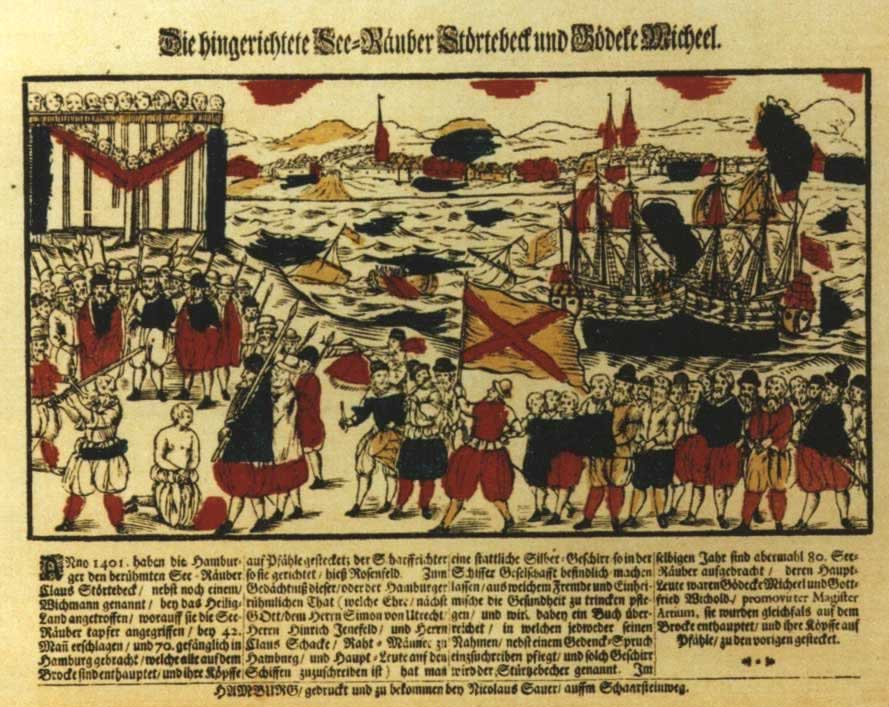
Klaus Störtebeker lefejezése Hamburgban, 1401-ben

Visby eleste után még maradtak kalózok a Balti-tengeren, ezért a Hanza nem is tudta teljesen ellenőrzése alá vonni a térséget. A Vitálisok ezt követően főleg a Botteni-öbölben és a Finn-öbölben tevékenykedtek, központjuk Frízföldre került, s az Ems, valamint a Schlei öböl torkolatánál is portyáztak. Tevékenységüket már nemcsak a rablásra, hanem az „alamizsnálkodásra” is kiterjesztették. A part menti szegény településeknek sokszor segítettek és számos szegény embert megnyertek maguknak. Innen nyerhették másik nevüket a Szétosztó-kat.

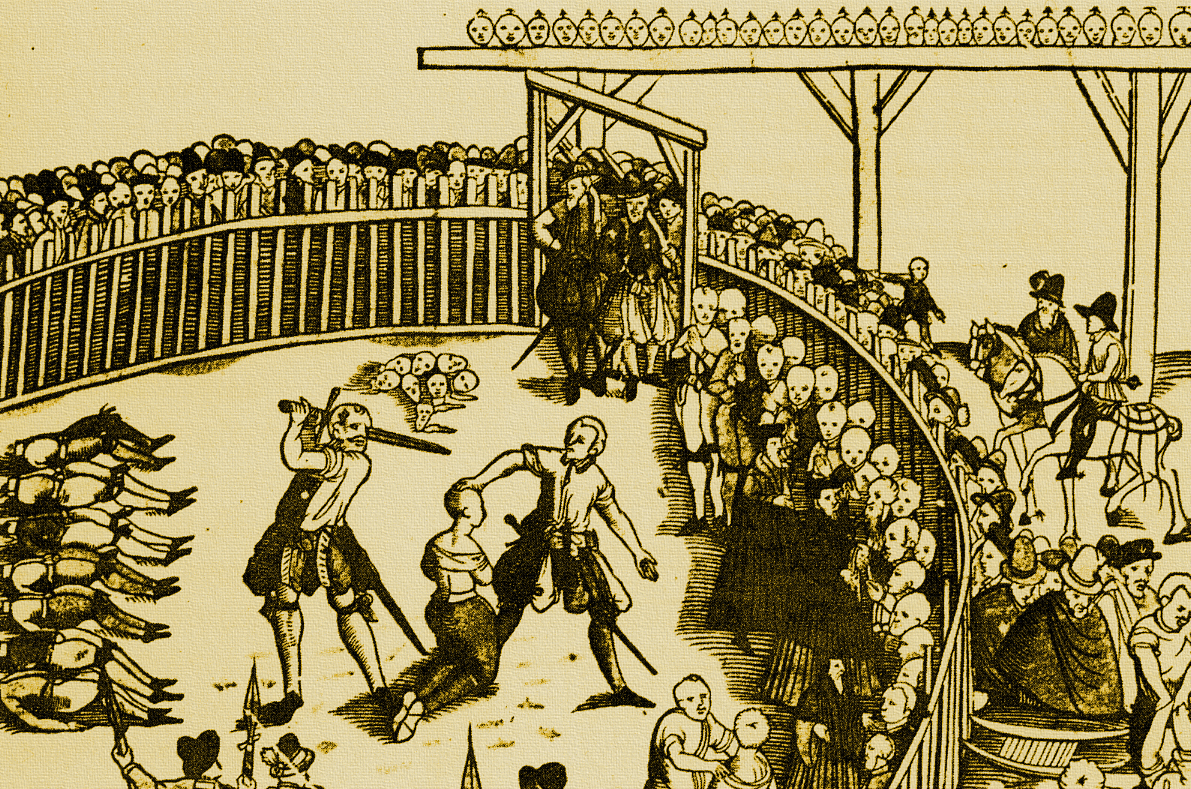
Klein Henszlein német kalóznak és 32 társának lefejezése Hamburgban, 1573. szeptember 10.

Nem meglepő mindez, ugyanis a Hanza gyakran zsarnoki módon kormányozta városait és kikötőit, a telhetetlen tanácsvezetők pedig hatalmas vagyonokat halmoztak fel. Sok település ellátása a Hanzától függött, ezáltal tudta politikai hatalmát demonstrálni a szövetség. A kalózok között is sokan akadtak a Hanza flottájából származó elégedetlen hajósok.
A portyázó kalózok az Északi-tengeren, az Atlanti-óceán mentén és Brabanti Hercegség, valamint Franciaország partjainál is raboltak, de néha feltűntek a spanyol partok közelében is.
A Vitálisok vezetője Klaus Störtebeker volt. 1401-ben viszont kihunyt a kalózok szerencsecsillaga, mert a Hanza flottája Simon Utrecht vezetésével Helgolandnál elejtette a kalózokat. Störtebekernek és társainak Hamburgban fejét vették. Legyőzésük után azonban még mindig maradtak utánuk kalózok, akik néha-néha képesek voltak látványos tetteket végrehajtani. 1429-ben a még élő Vitálisok újból kifosztották Bergent és 1440-ig még zaklatták a Balti-tengeren kereskedőket.